# Эстрела, Арналду
Арналду де Азеведу Эстрела (порт. Arnaldo de Azevedo Estrela; 14 марта 1908 года, Рио-де-Жанейро — 21 февраля 1980 года, Петрополис) — бразильский пианист. Муж скрипачки Мариуччи Яковино, часто выступал с ней в дуэте.
Учился в Национальной школе музыки в Рио-де-Жанейро, где среди его учителей были Жоаким Антонио Баррозо Нето, Оскар Лоренсо Фернандес и Томас Теран. Гастролировал с 1935 года, в 1940-е годы много концертировал в США, в том числе с оркестрами под управлением Юджина Орманди и Димитриса Митропулоса. В 1947—1952 годы жил и работал в Париже. В 1960-е годы выступал в СССР и других странах социалистического лагеря, написал статью о бразильской музыке специально для изданного в Москве сборника «Бразилия. Экономика, политика, культура» (1963).
Среди ключевых для Эстрелы авторов были Фридерик Шопен, Иоганнес Брамс, Сергей Рахманинов, а также бразильская музыка. Эстрела был связан продолжительным творческим содружеством с Эйтором Вила Лобосом. Он стал первым исполнителем ряда его сочинений, в том числе фортепианного цикла «Памяти Шопена» (1949, Париж) и Третьего концерта для фортепиано с оркестром (1957, Рио-де-Жанейро). Важное значение имела статья Эстрелы о Вила Лобосе (1972).
На протяжении многих лет Эстрела преподавал в Федеральном университете Рио-де-Жанейро, где среди его учеников были видные бразильские пианисты Мария Жозефина Миньоне, Арналду Кохен, Вера Астрахан и другие.

## Избранные публикации
- Эстрела А. Бразильская музыка // Бразилия: Экономика, политика, культура. — М., 1963. — С. 354-356.